# 苫小牧日翔病院
苫小牧日翔病院（とまこまいにっしょうびょういん）は、北海道苫小牧市にある病院。

## 沿革
出典:
- 1989年（平成元年）
  - 2月15日 - 病院開設許可 （ 個人開設 ）
  - 5月31日 - 医療法人社団養生館 設立
  - 8月1日 - 苫小牧日翔病院 開院
  - 10月1日 - 法人開設へ移行
- 1990年（平成2年）10月1日 - 救急告示病院認定
- 1996年（平成8年）5月15日 - 新棟（西棟）増築
- 2006年（平成18年）3月31日 - 外来増築
- 2007年（平成19年）2月1日 - オーダリングシステム導入
- 2008年（平成20年）5月1日 - 医用画像情報システム（PACS）導入
- 2013年（平成25年）2月1日 - 電子カルテシステム導入

## 診療科等
出典:
- 外科
- 腫瘍内科
- 整形外科
- 泌尿器科
- 透析センター
- 内科・消化器内科
- 循環器内科
- 脳神経外科
- 形成外科
- 麻酔科

各部門
- 看護部
- 薬剤部
- 臨床工学科
- リハビリテーション科
- 放射線科
- 検査室
- 地域医療連携室
- 健診センター

## 施設認定
出典:
| 日本外科学会外科専門医制度修練施設           | 日本形成外科学会認定施設                |
| 日本肝臓学会関連施設                         | 日本麻酔科学会麻酔科認定病院            |
| 日本消化器病学会関連施設                     | 日本がん治療認定医機構認定研修施設      |
| 日本透析医学会専門医認定施設                 | 北海道大学病院医療機能連携協定施設      |
| 日本整形外科学会認定医制度研修施設           | 北海道大学病院消化器外科学分野Ⅰ関連施設 |
| 日本整形外科学会専門医制度研修施設           | 北海道がんセンター連携医療機関          |
| 日本脳神経外科学会専門医認定制度指定訓練場所 | 市立札幌病院がん診療連携医療機関        |
| 日本脳卒中学会専門医認定制度研修教育病院     | 厚生労働省臨床研修協力施設              |
| 日本認知症学会教育施設                       |                                         |

## 院内施設
出典:
- 売店
- セブン銀行ATM[5]（北陸銀行と共同[6]）

## アクセス
出典:
バス
- 道南バス「弥生町2丁目」、「苫小牧日翔病院前[8]」下車、徒歩約3分。

駐車場
- 北側43台、西側70台、南側40台

## 関連施設
出典:

### 医療法人社団 養生館
- 青葉病院（ハビリテーション科、神経内科、歯科口腔外科、歯科[10]）
- 日翔ケアプランセンター
- 訪問介護センター

### 社会福祉法人 楡
- ケアハウス青葉